# Besler (montagne)
Le Besler est une montagne qui s’élève à 1 679 m d’altitude dans les Alpes d'Allgäu, en Allemagne.